# Filosofia germană

Arthur Schopenhauer, un filosof german

Filosofia germană, considerată aici (1) filosofie în limba germană sau (2) filosofia concepută de catre filosofii germani, a fost extrem de diversă și centrală atât pentru tradițiile analitice, cât și pentru cele continentale din filosofie de secole, de la Gottfried Wilhelm Leibniz până la Immanuel Kant, Georg Wilhelm Friedrich Hegel, Arthur Schopenhauer, Karl Marx, Friedrich Nietzsche, Martin Heidegger și Ludwig Wittgenstein către filosofii contemporani. Søren Kierkegaard (un filosof danez ) este frecvent inclus în sondaje de filosofie germană (sau germanică) datorită angajamentului său extins cu filosofii germani.    

## Secolul al XVII-lea

### Leibniz

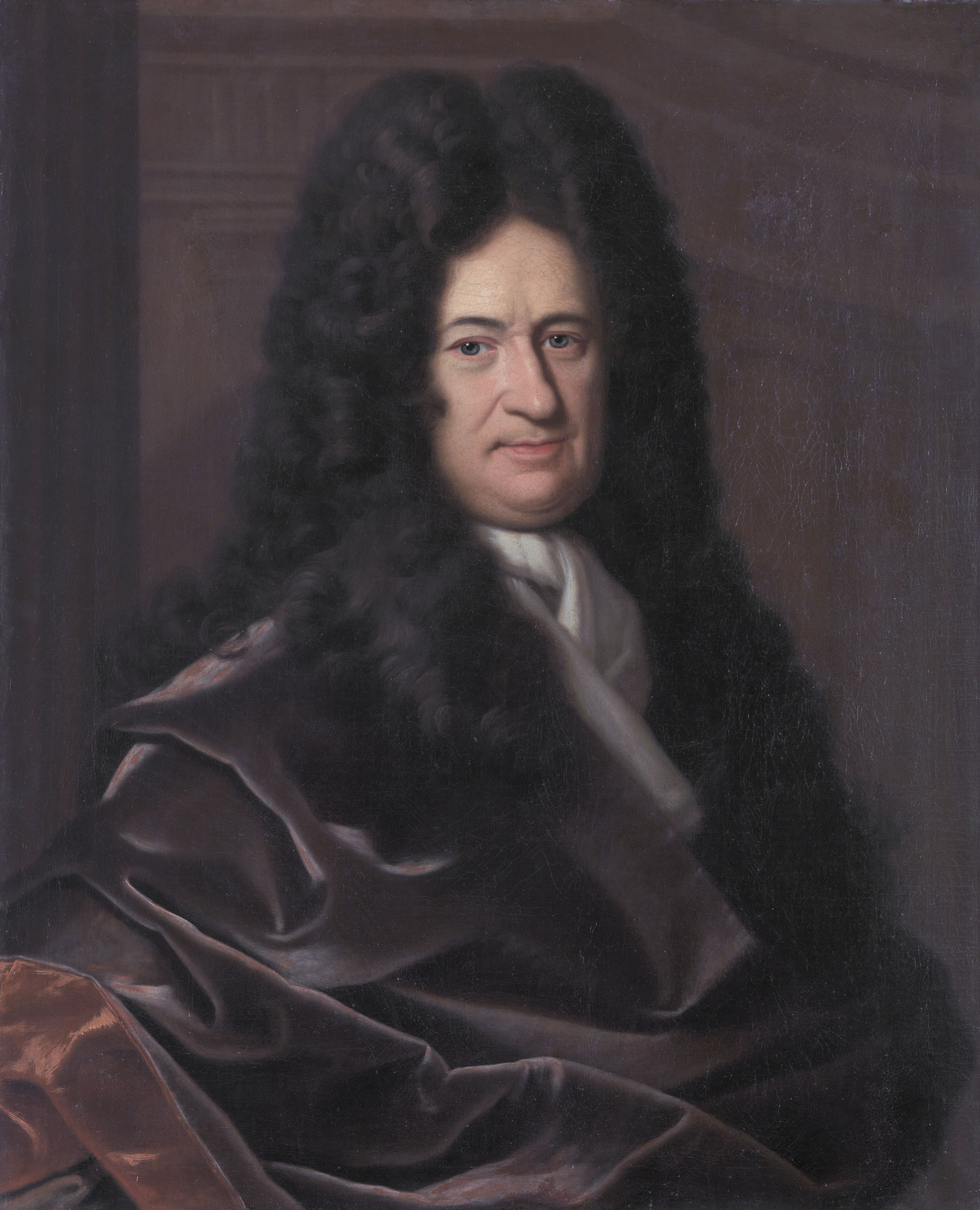
Leibniz

Gottfried Wilhelm Leibniz (1646–1716) a fost atât filosof, cât și matematician care a scris în principal în latină și franceză . Leibniz, alături de René Descartes și Baruch Spinoza, a fost unul dintre cei mai mari susținători ai raționalismului din secolul al XVII-lea. Lucrările lui Leibniz au anticipat, de asemenea, logica modernă și filosofia analitică, dar filosofia sa privește și înapoi la tradiția scolastică, în care concluziile sunt produse prin aplicarea rațiunii la primele principii sau definiții a priori, mai degrabă decât la dovezi empirice.
Leibniz este recunoscut pentru optimismul său - în lucrarea sa, Théodicée⁠(d)  , încearcă să justifice imperfecțiunile aparente ale lumii susținând că este optimă comparativ cu toate lumile posibile. Trebuie să fie cea mai bună lume posibilă și cea mai echilibrată, pentru că a fost creată de un Dumnezeu atotputernic și cunoscător, care nu ar alege să creeze o lume imperfectă dacă o lume mai bună i-ar putea fi cunoscută sau ar putea exista. De fapt, defectele aparente care pot fi identificate în această lume trebuie să existe în orice lume posibilă, pentru că altfel Dumnezeu ar fi ales să creeze lumea care exclude acele defecte.
Leibniz este, de asemenea, recunoscut pentru teoria sa despre monade, așa cum este expusă în Monadologie⁠(d). Monadele sunt pentru domeniul metafizic ceea ce sunt atomii pentru fizic / fenomenal.  Acestea pot fi, de asemenea, comparate cu corpusculii din filosofia mecanică a lui René Descartes și mulți alții. Monadele sunt elementele finale ale universului. Monadele sunt „forme substanțiale de a fi” cu următoarele proprietăți: sunt eterne, indescompozibile, individuale, supuse propriilor legi, neinteracționând și fiecare reflectând întregul univers într-o armonie prestabilită (un exemplu istoric important de panpsihism). Monadele sunt centre de forță; substanța este forță, în timp ce spațiul, materia și mișcarea sunt doar fenomenale.

## Secolul al XVIII-lea

### Wolff
Christian Wolff (1679–1754) a fost cel mai eminent filozof german alături de Leibniz și Kant. Principala sa realizare a fost o lucrare completă despre aproape fiecare subiect științific din timpul său, expusă și consolidată în conformitate cu metoda sa demonstrativă-deductivă, matematică, care reprezintă probabil vârful raționalității iluministe din Germania .
Wolff a fost unul dintre primii care a folosit germana ca limbă de instruire și cercetare științifică, deși a scris și în latină, astfel încât un public internațional să poată, ceea ce au și făcut, să-i citească operele. Părinte fondator, printre alte domenii, al economiei și al administrației publice ca discipline academice, s-a concentrat în special în aceste domenii, oferind sfaturi oamenilor din guvern despre probleme practice și subliniind natura profesională a învățământului universitar.

### Kant

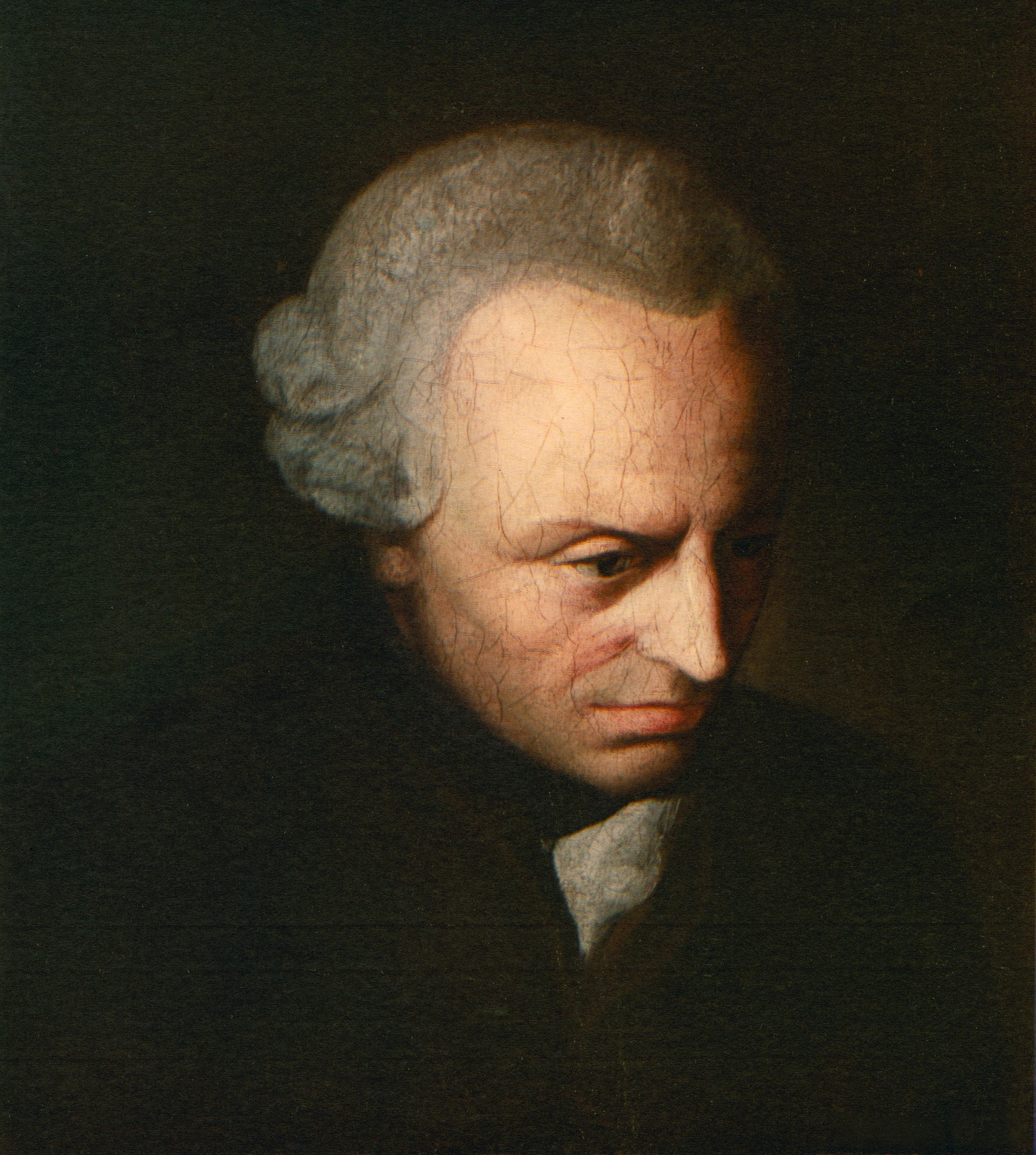
Immanuel Kant

În 1781, Immanuel Kant (1724–1804) și-a publicat Critica rațiunii pure, în care a încercat să determine ce putem și ce nu putem ști prin utilizarea rațiunii independente de orice experiență. Pe scurt, el a ajuns la concluzia că am putea cunoaște o lume externă prin experiență, dar că ceea ce am putea ști despre aceasta a fost limitat de termenii limitați, în care mintea poate gândi: dacă putem înțelege lucrurile doar din punct de vedere al cauzei și efect, atunci putem cunoaște doar cauze și efecte. Rezultă din aceasta că putem cunoaște forma oricărei experiențe posibile independent de orice experiență, dar nimic altceva, dar nu putem cunoaște niciodată lumea din „punctul de vedere al nicăieriului” și, prin urmare, nu putem cunoaște niciodată lumea în întregime, nici prin rațiune și nici prin experiență.
De la publicarea Criticii sale, Immanuel Kant a fost considerat una dintre cele mai mari influențe din toată filosofia occidentală. La sfârșitul secolului al XVIII-lea și începutul secolului al XIX-lea, o linie directă de influență de la Kant este idealismul german .

## Secolul al XIX-lea

### Idealismul german
Idealismul german a fost o mișcare filosofică apărută în Germania la sfârșitul secolului al XVIII-lea și începutul secolului al XIX-lea. S-a dezvoltat pe baza lucrarilor lui Immanuel Kant din anii 1780 și 1790  și a fost strâns legată atât de romantism, cât și de politica revoluționară a iluminismului. Cei mai proeminenți idealiști germani din mișcare, în afară de Kant, au fost Johann Gottlieb Fichte (1762–1814), Friedrich Wilhelm Joseph Schelling (1775–1854) și Georg Wilhelm Friedrich Hegel (1770–1831), care a fost figura predominantă a Filosofiei Germane a secolului al XIX-lea și susținătorii cercul romantic din Jena⁠(d); Friedrich Hölderlin (1770–1843), Novalis (1772–1801) și Karl Wilhelm Friedrich Schlegel (1772–1829).  August Ludwig Hülsen⁠(d), Friedrich Heinrich Jacobi⁠(d), Gottlob Ernst Schulze⁠(d), Karl Leonhard Reinhold⁠(d), Salomon Maimon⁠(d), Friedrich Schleiermacher și Arthur Schopenhauer au adus, de asemenea, contribuții majore.

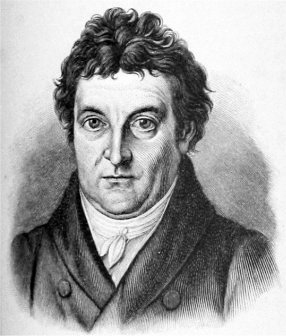
Johann Gottlieb Fichte (1762-1814)
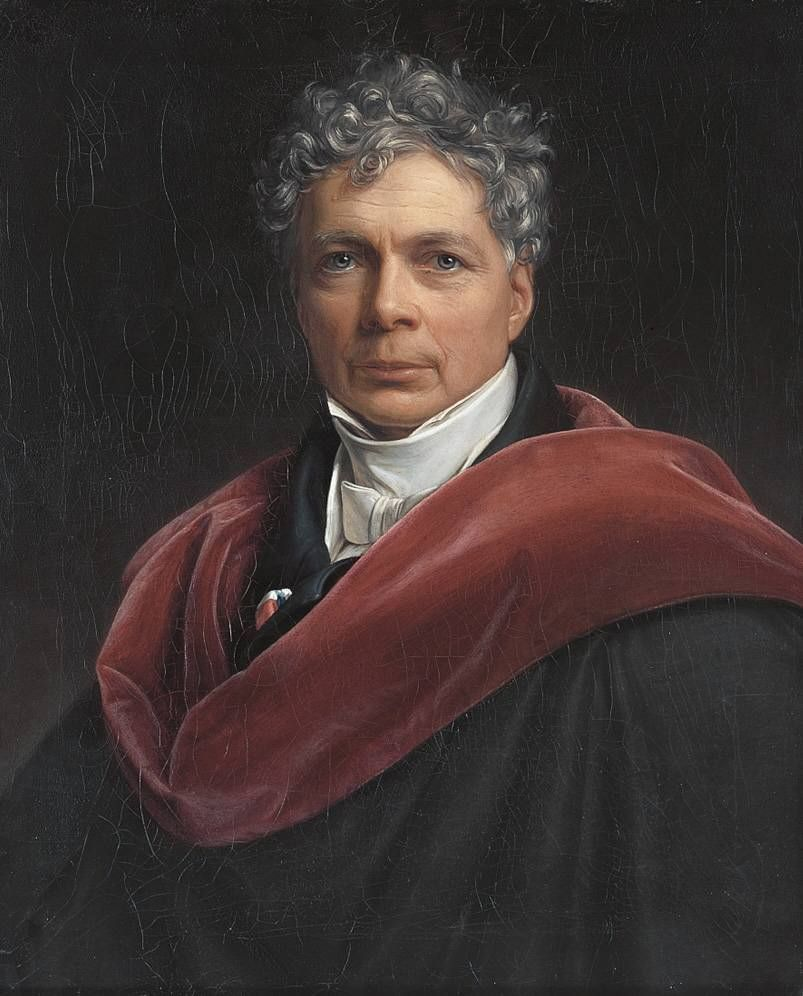
Friedrich Wilhelm Joseph Schelling (1775-1854)
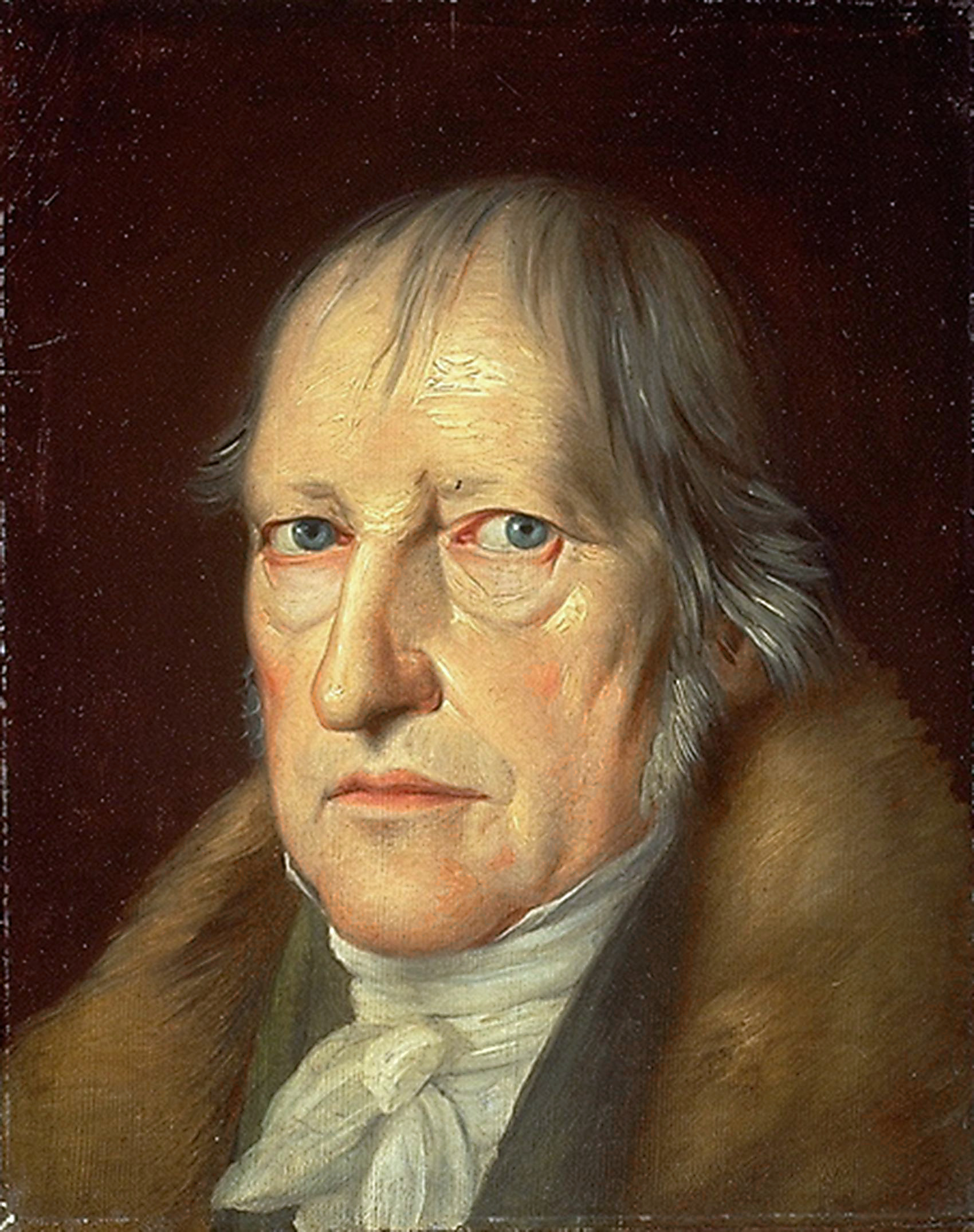
GWF Hegel (1770-1831)

### Karl Marx și tinerii hegelieni
Hegel a fost extrem de influent pe tot parcursul secolului al XIX-lea; până la sfârșitul vieții sale, potrivit lui Bertrand Russell, „principalii filosofi academici, atât din America, cât și din Marea Britanie, erau în mare parte hegelieni”.  Influența sa a continuat în filosofia contemporană, dar în principal în filosofia continentală.
Hegelieni de dreapta
Dintre cei influențați de Hegel, imediat după moartea sa în 1831, două grupuri distincte pot fi împărțite aproximativ în „stânga” radicală din punct de vedere politic și religios, sau „tineri”, hegelieni și „dreapta” mai conservatoare, sau „bătrânii”, hegelieni. Hegelienii de dreapta l-au urmat pe maestru crezând că dialectica istoriei a ajuns la sfârșit - Fenomenologia spiritului lui Hegel se revelează a fi punctul culminant al istoriei pe măsură ce cititorul ajunge la sfârșitul ei. Aici a vrut să spună că rațiunea și libertatea au atins maximele, întrucât erau întruchipate de statul prusian existent. Și aici afirmația stăpânului a fost privită ca paradox, în cel mai bun caz; regimul prusac a oferit într-adevăr servicii civile și sociale extinse, universități bune, locuri de muncă ridicate și o oarecare industrializare, dar a fost clasificat ca fiind destul de înapoiat politic comparativ cu monarhiile constituționale mai liberale din Franța și Marea Britanie.
Filosofii din tabăra hegeliană de dreapta includ:
- Johann Philipp Gabler⁠(d)
- Hermann Friedrich Wilhelm Hinrichs⁠(d)
- Karl Daub⁠(d)
- Heinrich Leo⁠(d)
- Leopold von Henning⁠(d)
- Heinrich Gustav Hotho⁠(d)

Alți filosofi sau istorici care pot fi incluși în hegelianismul de dreapta, sunt :
- Johann Karl Friedrich Rosenkranz⁠(d)
- Eduard Gans⁠(d)
- Karl Ludwig Michelet⁠(d)
- Philip Marheineke⁠(d)
- Wilhelm Vatke⁠(d)
- Johann Eduard Erdmann⁠(d)
- Eduard Zeller⁠(d)
- Albert Schwegler⁠(d)

Teismul speculativ a fost o mișcare din anii 1830 strâns legată de dar diferențiată de hegelianismul de dreapta.  Susținătorii săi (Immanuel Hermann Fichte⁠(d) (1796–1879), Christian Hermann Weisse⁠(d) (1801–1866) și Hermann Ulrici⁠(d) (1806–1884)  au fost uniți în cererea lor de a-și recupera „Propriul Dumnezeul” după Hegelianismul Panlogist⁠(d)  Mișcarea a prezentat elemente ale anti-psihologismului în istoriografia filozofiei. 
Tinerii hegelieni
Tinerii hegelieni (de stânga) s-au bazat pe conceptul lui Hegel conform căreia scopul și promisiunea istoriei erau negarea totală a tot ceea ce conducea la restrângerea libertății și rațiunii; și au început să lanseze critici radicale, mai întâi asupra religiei și apoi asupra sistemului politic prusac.Tinerii hegelieni care erau nepopulari din cauza opiniilor lor radicale asupra religiei și societății au simțit că evlavia aparentă a lui Hegel la sfârșitul istoriei era în contradicție cu alte aspecte ale filosofiei sale și că, spre deosebire de filosofia sa ulterioară, dialectica nu era cu siguranță completă; acest lucru pe care l-au simțit era (dureros) evident, dată fiind iraționalitatea credințelor religioase și lipsa empirică de libertăți - în special libertăți politice și religioase - în societatea prusiană existentă. Au respins aspectele antiutopice ale gândirii sale pe care „vechii hegelieni” le-au interpretat în sensul că lumea a ajuns deja în esență la perfecțiune. Printre ei s-au numărat Ludwig Feuerbach (1804–72), David Strauss (1808–74), Bruno Bauer⁠(d) (1809–82) și Max Stirner (1806–56).
Karl Marx (1818–83) a participat adesea la întâlnirile lor. A dezvoltat un interes pentru hegelianism, socialismul francez și teoria economică britanică. El i-a transformat pe cei trei într-o operă esențială de economie numită Das Kapital, care constă dintr-o examinare economică critică a capitalismului. Marxismul a devenit una dintre forțele majore ale istoriei lumii secolului al XX-lea.

Este important să se rețină faptul că grupurile nu erau la fel de unificate sau la fel de conștiente de sine precum etichetele „de dreapta” și „de stânga” le fac să apară. Termenul „hegelian de dreapta”, de exemplu, nu a fost niciodată folosit de fapt de cei cărora li s-a atribuit ulterior, și anume, succesorii direcți ai lui Hegel la Universitatea Fredrick William (acum Universitatea Humboldt din Berlin ). (Termenul a fost folosit pentru prima dată de David Strauss pentru a-l descrie pe Bruno Bauer - care era de fapt un tipic „stânga” sau tânăr, hegelian)

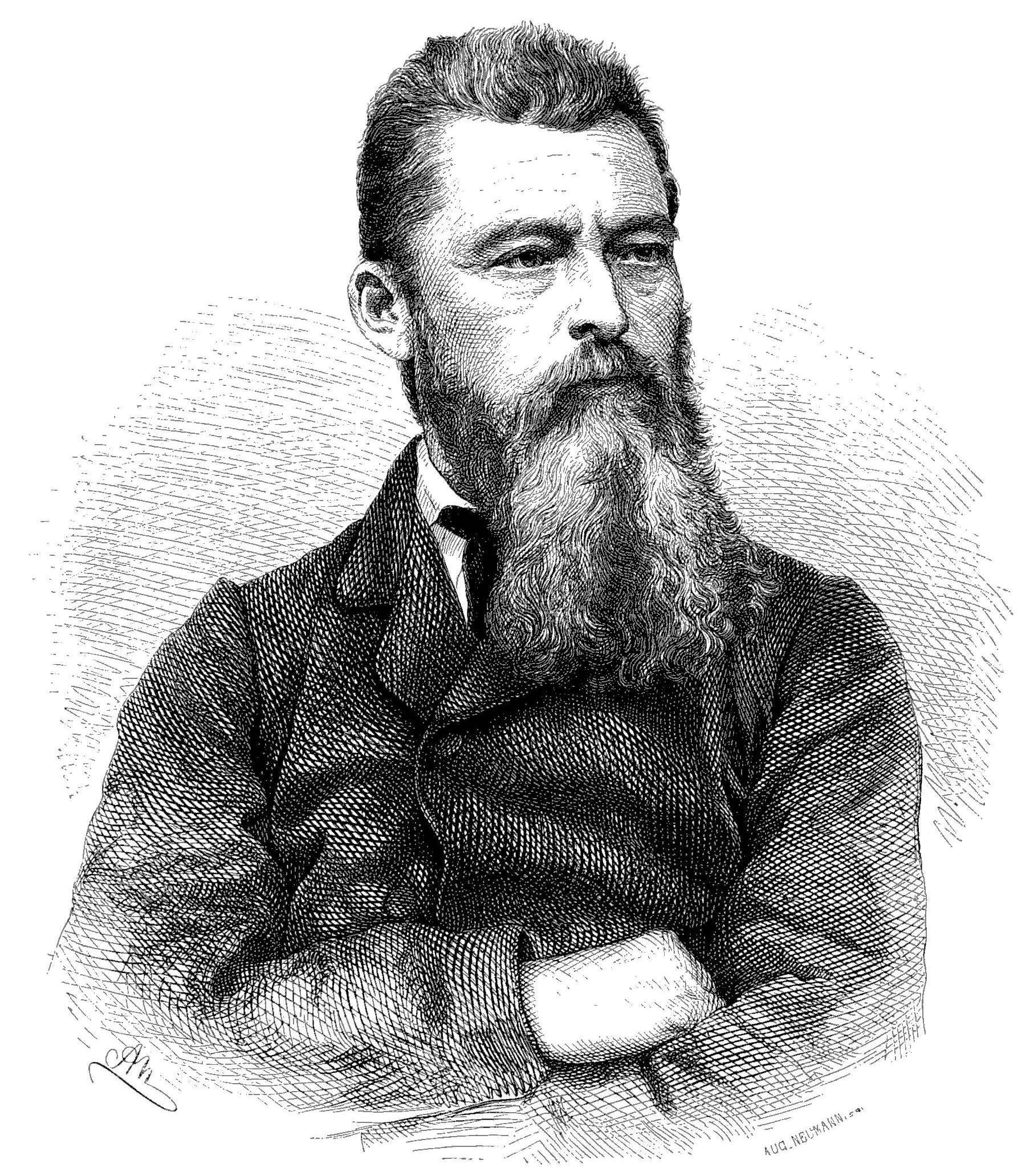
Ludwig Feuerbach (1804–72)
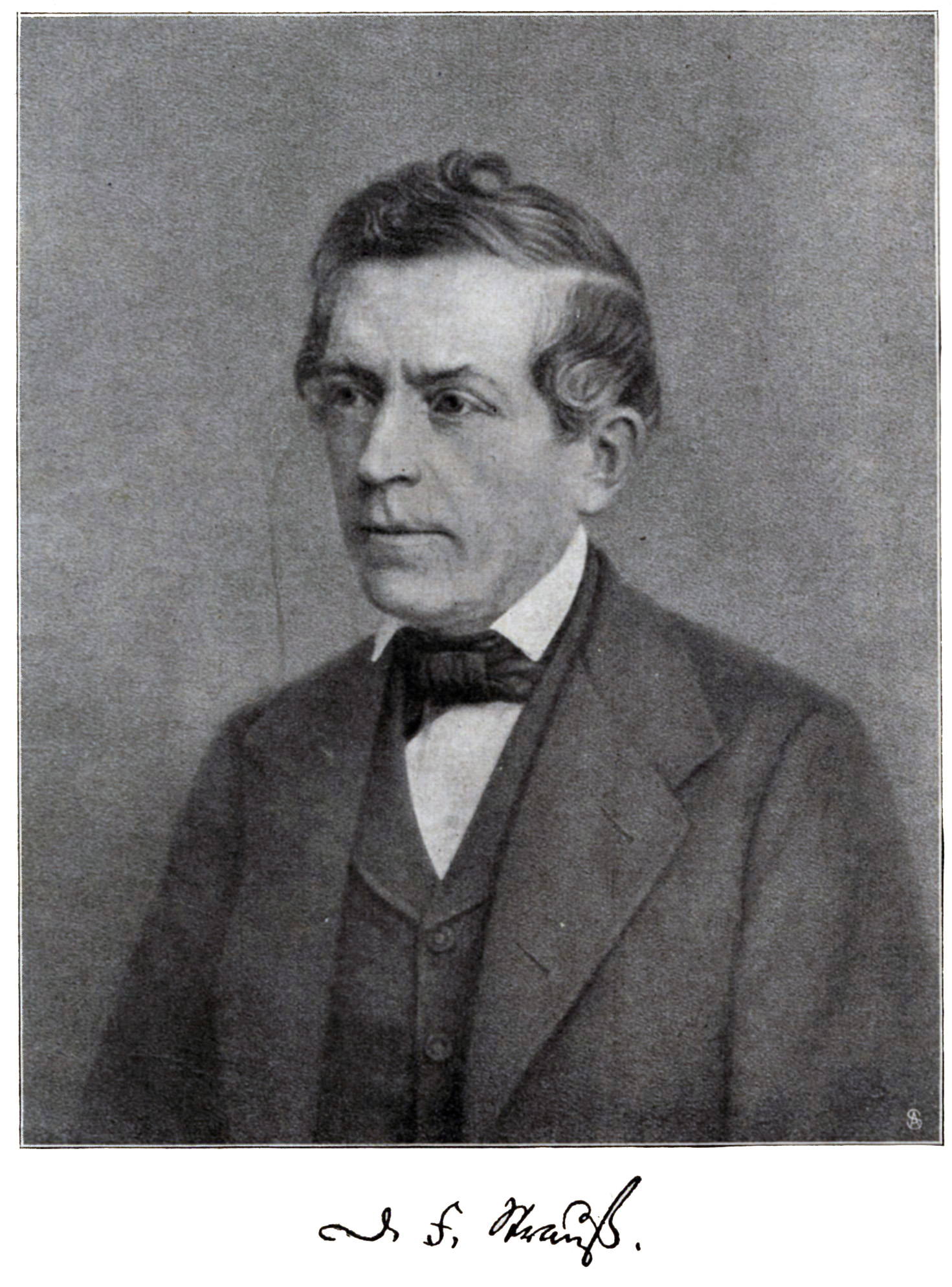
David Strauss (1808–74)
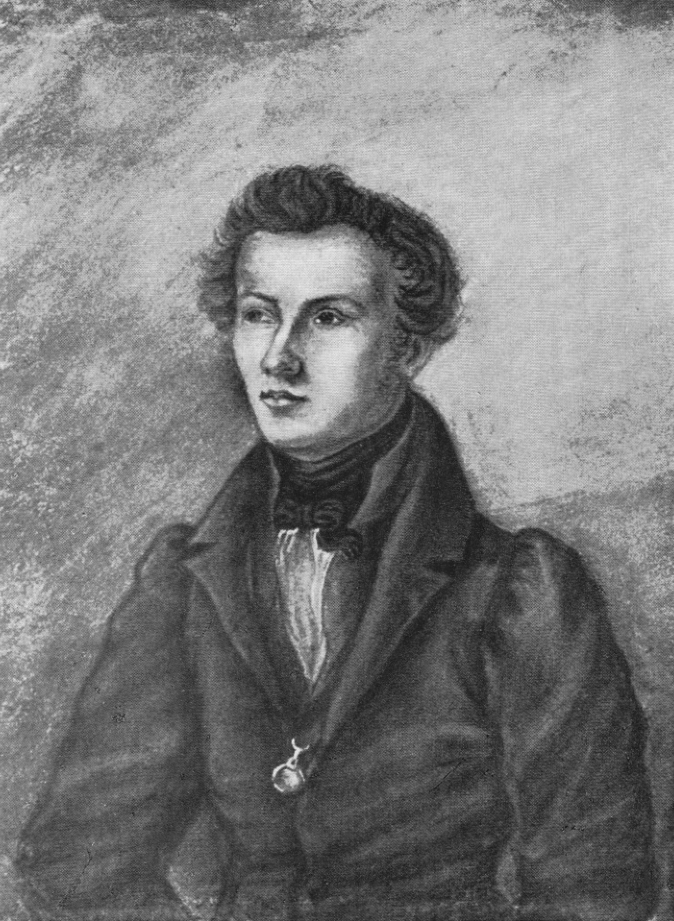
Bruno Bauer⁠(d) (1809–82)
Max Stirner (1806–56)
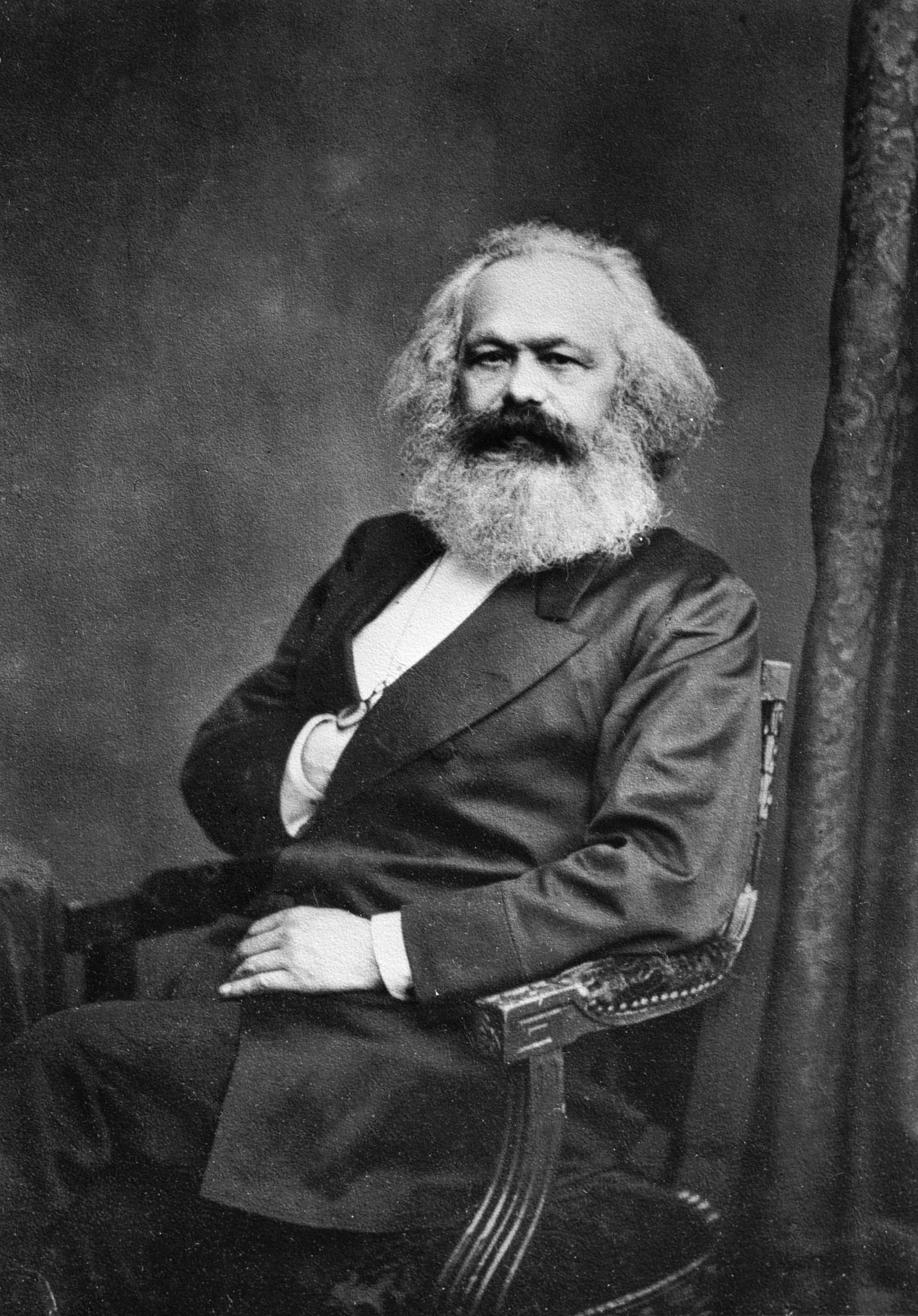
Karl Marx (1818–83)

### Schopenhauer

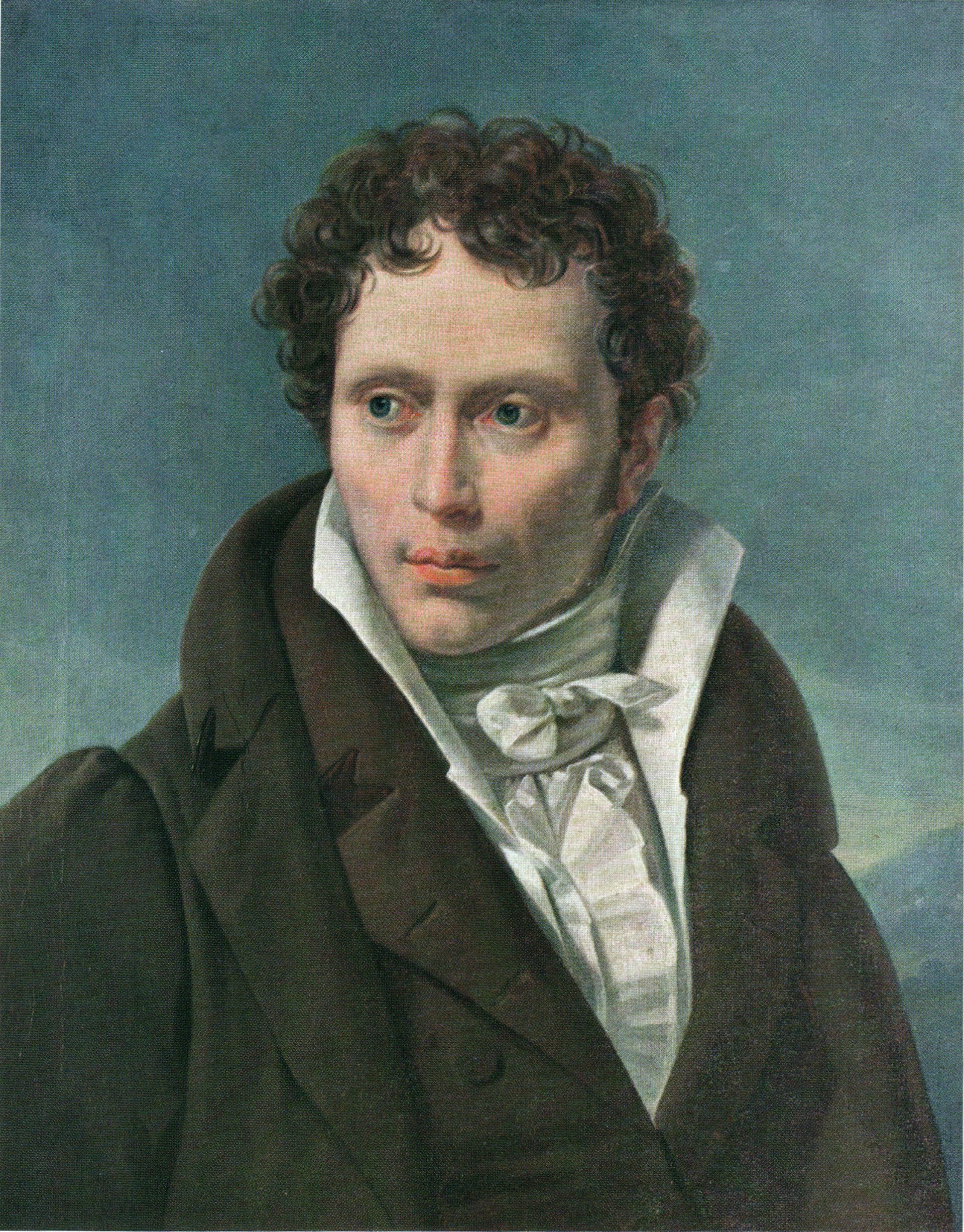
Schopenhauer

Un adversar idiosincratic al idealismului german, în special gândirea lui Hegel, a fost Arthur Schopenhauer (1788) –1860). El a fost influențat de filosofia orientală, în special de budism, și era cunoscut pentru pesimismul său. Cea mai influentă lucrare a lui Schopenhauer, Lumea ca voință și reprezentare (1818), a susținut că lumea este fundamental ceea ce recunoaștem în noi înșine ca voință . Analiza sa de voință l-a condus la concluzia că dorințele emoționale, fizice și sexuale nu pot fi niciodată îndeplinite. În consecință, el a descris elocvent un stil de viață al dorințelor negatoare, similar cu învățăturile ascetice ale lui Vedantei⁠(d) și ale Părinților Deșertului din creștinismul timpuriu. 
La sfârșitului vieții lui Schopenhauer și în anii următori după moartea sa, pesimismul post-schopenhauerian a devenit o „tendință” destul de populară în Germania secolului al XIX-lea.  Cu toate acestea, a fost privit cu dispreț de celelalte filozofii populare de la acea vreme, cum ar fi hegelianismul, materialismul, neokantianismul și pozitivismul emergent. Într-o epocă de viitoare revoluții și noi descoperiri interesante în știință, natura resemnată și progresivă a pesimistului tipic a fost văzută ca un detriment pentru dezvoltarea socială. Pentru a răspunde acestei critici în creștere, un grup de filozofi puternic influențați de Schopenhauer precum Julius Bahnsen⁠(d) (1830–81), Karl Robert Eduard von Hartmann⁠(d) (1842–1906), Philipp Mainländer⁠(d) (1841–76) și chiar o parte din personalitatea sa cunoscuții și-au dezvoltat propria marcă de pesimism, fiecare în felul său unic.  
Lucrând în cadrul metafizic al lui Schopenhauer, Philipp Mainländer⁠(d) vede „voința” ca nucleul cel mai interior al ființei, arcul⁠(d) ontologic. Cu toate acestea, el se abate de la Schopenhauer din mai multe puncte de vedere importante. Voința definită de către Schopenhauer este singulară, unificată și dincolo de timp și spațiu. Idealismul transcendental al lui Schopenhauer îl conduce la concluzia că avem acces doar la un anumit aspect al lucrului-în-sine prin observarea introspectivă a propriilor noastre corpuri. Ceea ce observăm ca voință este tot ce trebuie observat, nimic mai mult. Nu există aspecte ascunse. Mai mult, prin introspecție, putem observa doar voința noastră individuală. Acest lucru îl convinge și pe Mainländer să se alăture poziției filosofice a pluralismului.
În plus, Mainländer accentuează ideea mântuirii pentru toată creația. Acesta este încă un alt respect în care își diferențiază filosofia de cea a lui Schopenhauer. Schopenhauer susținea faptul că tăcerea voinței este un eveniment rar. Geniul artistic poate atinge această stare temporar, în timp ce doar câțiva sfinți au atins încetarea totală a voinței de-a lungul istoriei. Pentru Mainländer, întregul cosmos se îndreaptă încet, dar sigur, spre tăcerea voinței de a trăi și către (așa cum o numește el) „răscumpărare”.

### Neo-kantianismul
Neo-kantianismul se referă, în linii mari, la un tip de filozofie reînviat, în conformitate cu cele stabilite de Immanuel Kant în secolul al XVIII-lea, sau mai precis la critica lui Schopenhauer asupra filozofiei kantiene din lucrarea sa The World as Will and Representation, precum și de alți filosofi post-kantieni precum Jakob Friedrich Fries⁠(d) (1773–1843) și Johann Friedrich Herbart (1776–1841).
Școlile neo-kantiene tindeau să sublinieze lecturile științifice ale lui Kant, minimizând adesea rolul intuiției în favoarea conceptelor. Cu toate acestea, aspectele etice ale gândirii neo-kantiene le-au atras adesea în orbita socialismului și au avut o influență deosebită asupra austromarxismului și revizionismului lui Eduard Bernstein. Școala neo-kantiană a avut o importanță aparte în conceperea unei diviziuni a filosofiei, care a avut o influență durabilă cu mult dincolo de Germania. A folosit, încă de la început, termeni precum epistemologie și și-a menținut proeminența asupra ontologiei. Până în 1933 (după ascensiunea nazismului), diferitele cercuri neo-kantiene din Germania se dispersaseră. 
Printre filozofii neo-kantieni notabili se numără:
- Eduard Zeller⁠(d) (1814–1908)
- Charles Bernard Renouvier (1815–1903)
- Hermann Lotze (1817–1881)
- Hermann von Helmholtz (1821–1894)
- Kuno Fischer⁠(d) (1824–1907)
- Friedrich Albert Lange⁠(d) (1828–1875)
- Wilhelm Dilthey (1833–1911)
- African Spir⁠(d) (1837–1890)
- Otto Liebmann⁠(d) (1840–1912)
- Hermann Cohen⁠(d) (1842–1918)
- Alois Riehl⁠(d) (1844–1924)
- Wilhelm Windelband⁠(d) (1848–1915)
- Johannes Volkelt⁠(d) (1848–1930)
- Benno Erdmann⁠(d) (1851–1921)
- Hans Vaihinger⁠(d) (1852–1933)
- Paul Natorp⁠(d) (1854–1924)
- Émile Meyerson⁠(d) (1859–1933)
- Karl Vorländer⁠(d) (1860–1928)
- Heinrich Rickert⁠(d) (1863–1936)
- Ernst Troeltsch (1865–1923)
- Ernst Cassirer (1874–1945)
- Emil Lask (1875–1915)
- Richard Honigswald⁠(d) (1875–1947)
- Bruno Bauch⁠(d) (1877–1942)
- Leonard Nelson⁠(d) (1882–1927)
- Nicolai Hartmann (1882–1950)
- Hans Kelsen⁠(d) (1881–1973)

### Nietzsche

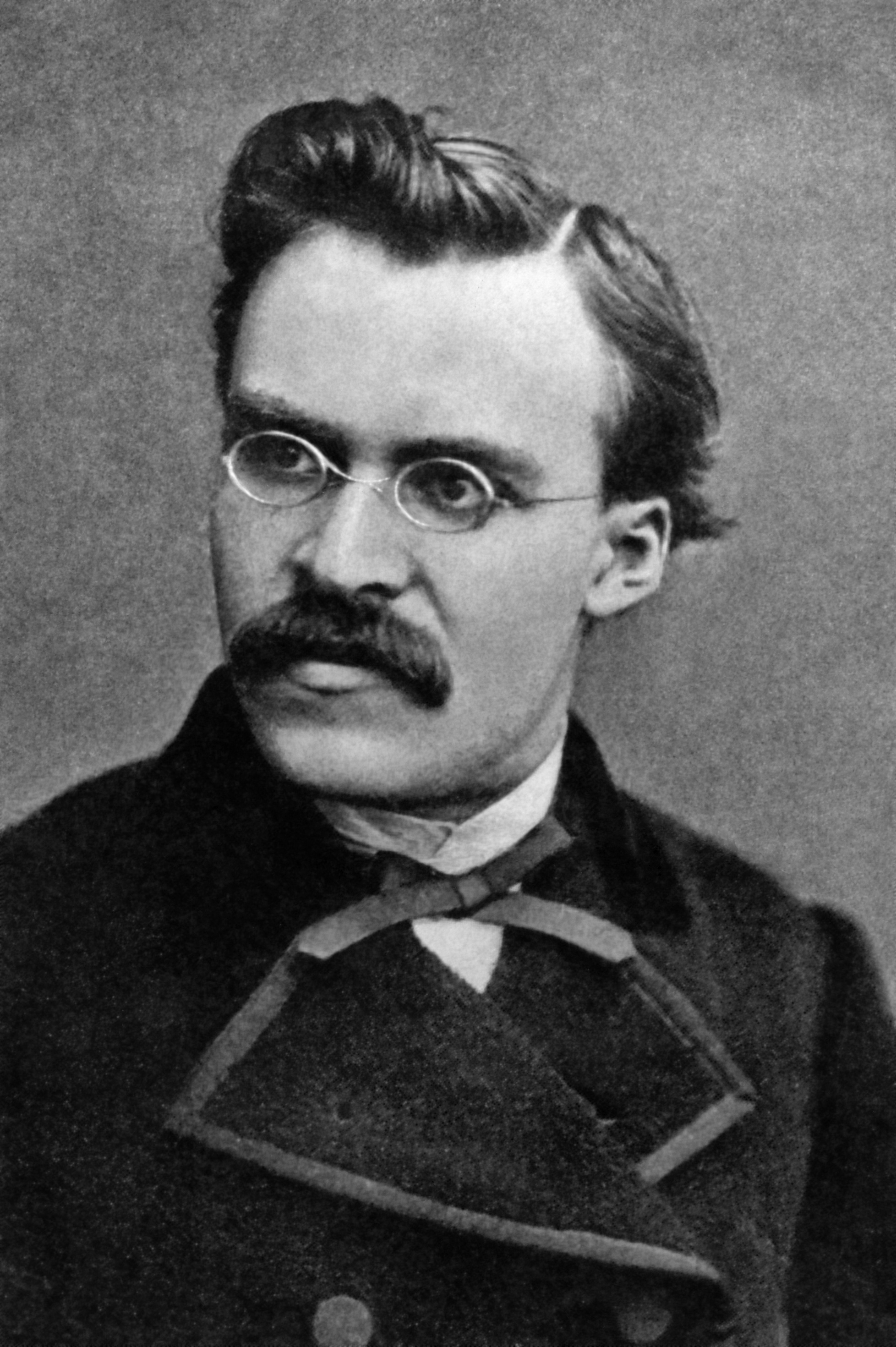
Nietzsche

Friedrich Nietzsche (1844–1900) a fost inițial un susținător al lui Schopenhauer. Cu toate acestea, la puțin timp după, a ajuns să respingă viziunea pesimistă a lui Schopenhauer asupra vieții și a căutat să ofere lumii o filosofie pozitivă. El credea că această sarcină era urgentă, întrucât credea că o formă de nihilism, cauzată de modernitate, se răspândește în Europa, pe care a rezumat-o în sintagma „Dumnezeu este mort”. Problema lui, de atunci, a fost: cum să trăiești o viață pozitivă, având în vedere că, dacă crezi în Dumnezeu, cedezi necinstirii și credințelor crude (de exemplu, predestinarea divină a unor indivizi către Iad) și, dacă nu crezi în Dumnezeu, te supui nihilismului. El credea că și-a găsit soluția în conceptele legate de Übermensch și Eterna recurență. Opera a continuat să aibă o influență majoră atât asupra filosofilor, cât și asupra artiștilor.

## Secolul al XX-lea

### Filozofia analitică

#### Frege, Wittgenstein și Cercul de la Viena
La sfârșitul secolului al XIX-lea, logica predicată a lui Gottlob Frege (1848–1925) a răsturnat logica aristotelică (logica dominantă de la începuturile sale în Grecia Antică). Acesta a reprezentat începutul filosofiei analitice . La începutul secolului al XX-lea, un grup de filosofi și oameni de știință germani și austrieci au format Cercul de la Viena pentru a promova gândirea științifică asupra construirii sistemului hegelian, pe care l-au văzut ca o influență proastă asupra gândirii intelectuale. Grupul s-a considerat a fiind  pozitivișt logic, deoarece credeau că toate cunoștințele sunt fie derivate prin experiență, fie au ajuns prin declarații analitice și au adoptat logica predicată a lui Frege, precum și primele lucrările ale lui Ludwig Wittgenstein (1889-1951) ca și fundament al muncii. Wittgenstein nu a fost de acord cu interpretarea lor asupra filosofiei sale.

### Filosofia continentală
În timp ce unii dintre filosofii seminali ai filosofiei analitice din secolul al XX-lea vorbeau germană, majoritatea filosofiei de limbă germană din secolul al XX-lea tinde să fie definită nu ca filosofie analitică, ci „continentală” - așa cum se potrivește poziției Germaniei ca parte a continentului european, 'spre deosebire de Insulele Britanice sau alte națiuni culturale europene' din afara Europei.

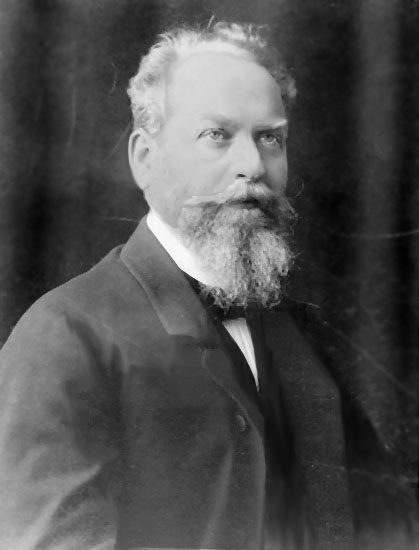
Edmund Husserl (1859–1938)
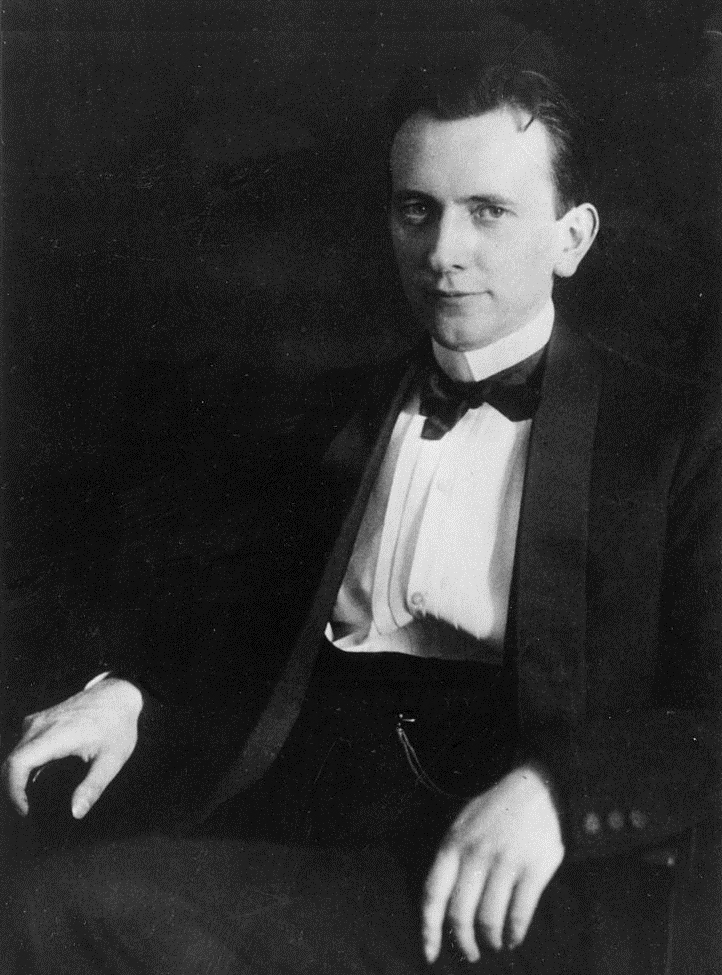
Karl Jaspers (1883-1969)
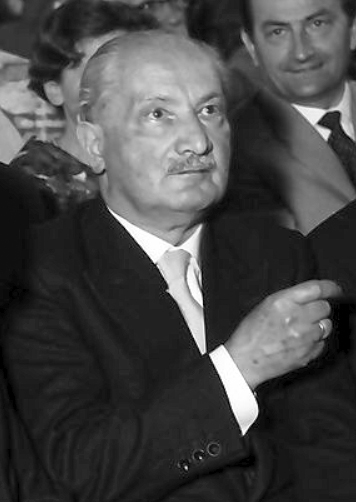
Martin Heidegger (1889–1976)
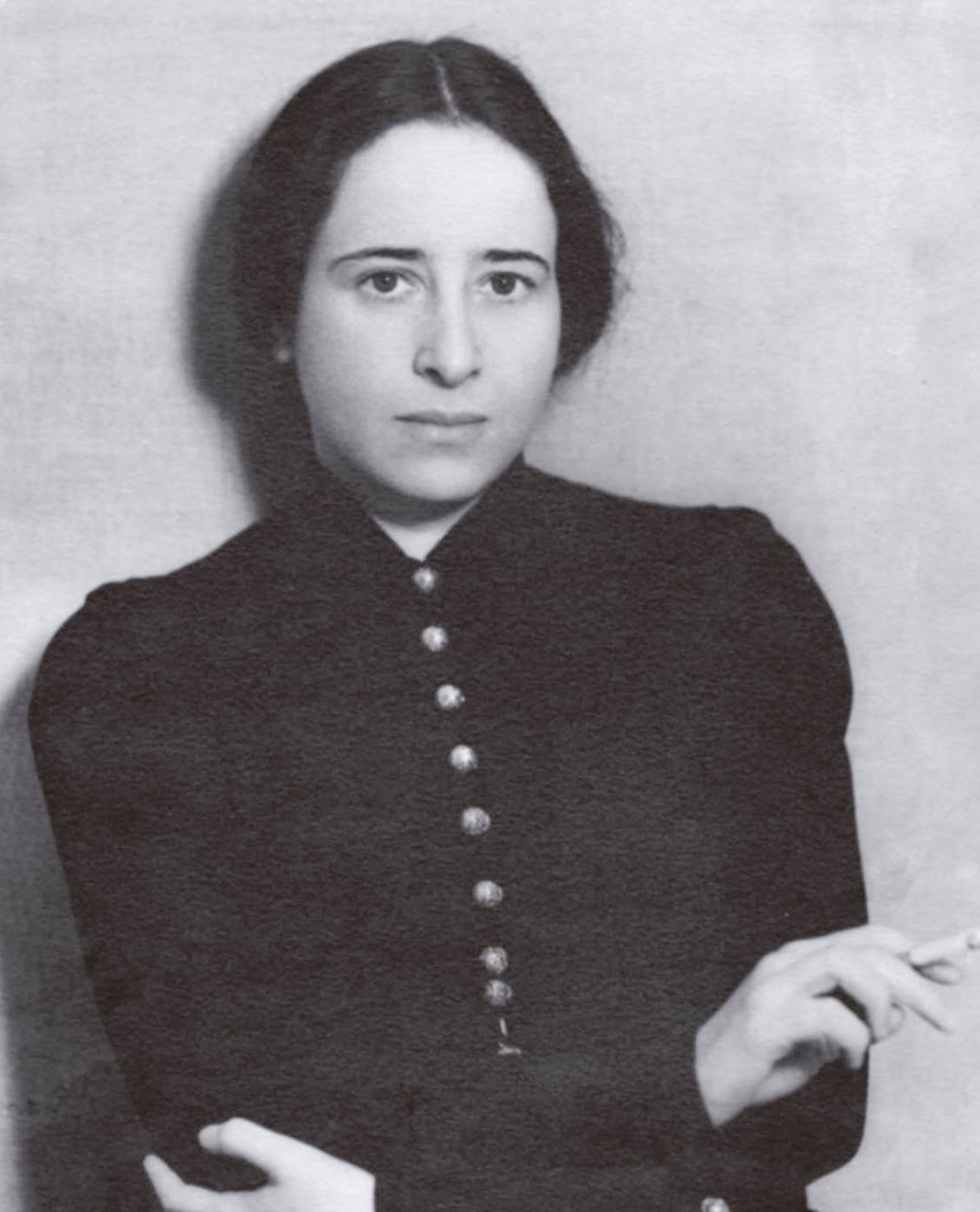
Hannah Arendt (1906-1975)

#### Fenomenologie
Fenomenologia a apărut la începutul secolului al XX-lea, odată cu psihologia descriptivă a lui Franz Brentano (1838-1917) și, mai tărziu, a apărut și fenomenologia transcendentală a lui Edmund Husserl (1859-1938). Max Scheler (1874–1928) a dezvoltat în continuare metoda filosofică a fenomenologiei. A fost apoi transformată de către Martin Heidegger (1889–1976), a cărui celebră carte Being and Time (1927) a aplicat fenomenologia asupra ontologiei și care, alături de Ludwig Wittgenstein, este considerat unul dintre cei mai influenți filosofi ai secolului XX. Fenomenologia a avut o mare influență asupra filosofiei continentale, în special asupraexistențialismul și poststructuralismul⁠(d). Heidegger însuși este adesea identificat ca și existențialist, deși ar fi respins acest lucru.

#### Hermeneutica
Hermeneutica este teoria filosofică și practica interpretării și înțelegerii.
Inițial hermeneutica se referea la interpretarea textelor, în special a textelor religioase.  În secolul al XIX-lea, Friedrich Schleiermacher (1768–1834), Wilhelm Dilthey (1833–1911) și alții au extins disciplina hermeneuticii dincolo de simpla exegeză și au transformat-o într-o disciplină umanistă generală.  Schleiermacher s-a întrebat dacă ar putea exista o hermeneutică care să nu fie o colecție de sfaturi ad hoc pentru soluționarea problemelor specifice cu interpretarea textului, ci mai degrabă o „hermeneutică generală”, care să se ocupe de „arta înțelegerii” ca atare, care să se refere la structura și funcția de înțelegere, oriunde și oricând s-ar întâmplă. Mai târziu, în secolul al XIX-lea, Dilthey a început să vadă posibilități pentru continuarea proiectului hermeneutic general al lui Schleiermacher ca o „metodologie generală a științelor umaniste și sociale”. 
În secolul al XX-lea, hermeneutica a luat o „ întorsătură ontologică ”. Ființa și timpul lui Martin Heidegger au transformat fundamental disciplina. Nu a mai fost concepută ca fiind vorba despre înțelegerea comunicării lingvistice sau oferirea unei baze metodologice pentru științele umane - după cum o privea Heidegger, hermeneutica este ontologie, care se ocupă de cele mai fundamentale condiții ale ființei omului în lume.  Concepția heideggeriană despre hermeneutică a fost dezvoltată în continuare de elevul lui Heidegger, Hans-Georg Gadamer (1900–2002), în cartea sa Adevăr și metodă.

#### Școala din Frankfurt

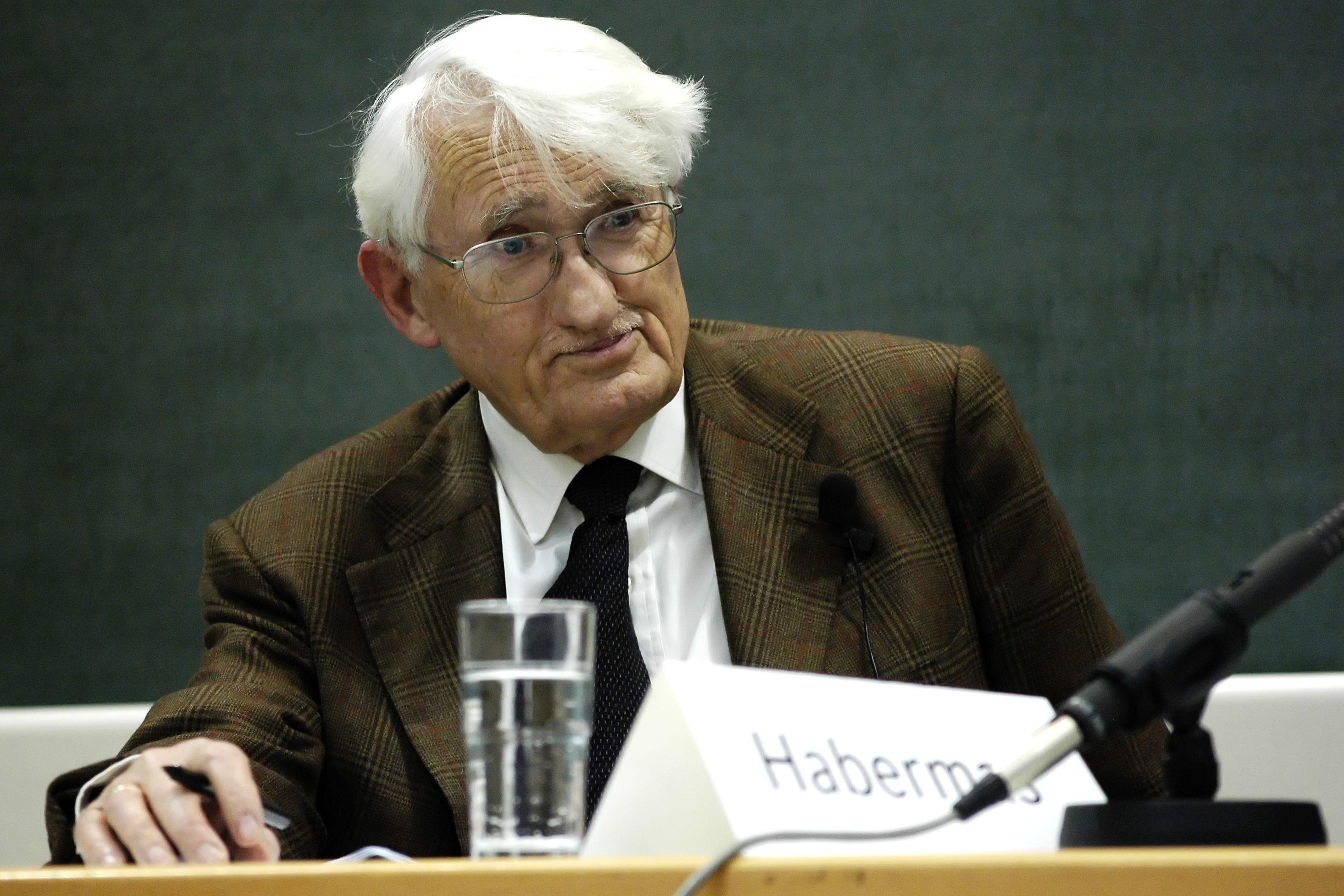
Jürgen Habermas

În 1923, Carl Grünberg⁠(d) a fondat Institutul de Cercetări Sociale, desen de la marxism, Freud e psihanaliza si weberiană filozofia, care a ajuns să fie cunoscut sub numele de «Școala de la Frankfurt». Expulzată de naziști, școala s-a reformat din nou la Frankfurt după al doilea război mondial. Deși au provenit din marxism, au fost opozanți sinceri ai stalinismului . Cărți din grup, precum Dialectica iluminismului Adorno și Horkheimer și Dialectica negativă a lui Adorno, au criticat ceea ce au considerat a fi eșecul proiectului iluminist și problemele modernismului. Postmoderniștii consideră că școala din Frankfurt este unul dintre precursorii lor. 
Încă din anii 1960, Școala de la Frankfurt a fost ghidată de lucrarea lui Jürgen Habermas (născut în 1929) asupra rațiunii comunicative,   intersubiectivitatea lingvistică și ceea ce Habermas numește „discursul filosofic al modernității”. 

## Vizualizează de asemenea
- Goethe-Institut
- Lista filosofilor de limbă germană
- Teoria critică
- Cultura Germaniei
- Literatura germană
- Istoria filozofiei
- Lista tradițiilor intelectuale austriece
- Empirismul logic
- Filozofia modernă
- Fenomenologie
- Postmodernismul
- Virtutile prusace